# Macropsis fieberi
Macropsis fieberi är en insektsart som beskrevs av Ossiannilsson 1938. Macropsis fieberi ingår i släktet Macropsis och familjen dvärgstritar. Inga underarter finns listade i Catalogue of Life.